# Francisco Javier Delgado Venegas
Pour les articles homonymes, voir Venegas.
Francisco Javier Delgado Venegas (né le 18 décembre 1714 à Villanueva del Ariscal en Andalousie et mort le 10 septembre 1781 à Madrid) est un cardinal espagnol du XVIIIe siècle.

## Biographie
Delgado est élu évêque des îles Canaries en 1761, évêque de Sigüenza en 1768, archevêque de Séville en 1776 et aussi patriarche des Indes occidentales en 1778. Le pape Pie VI le crée cardinal lors du consistoire du 1er juin 1778. 